# Nikomorfina
Nikomofina – organiczny związek chemiczny, półsyntetyczny opioid. Znajduje się w grupie I-N Ustawy o przeciwdziałaniu narkomanii. Jest objęta Jednolitą konwencją o środkach odurzających z 1961 roku (wykaz I).